# Станддарбейтен
Станддарбейтен (нід. Standdaarbuiten) — село в нідерландській провінції Північний Брабант. Входить до муніципалітету Мурдейк.
Його площа становить 9,82 км², а населення станом на 2021 рік складало 2 230 осіб.
Перша згадка про населений пункт датується 1461 роком.
До 1997 року мало статус окремого муніципалітету.

## Галерея

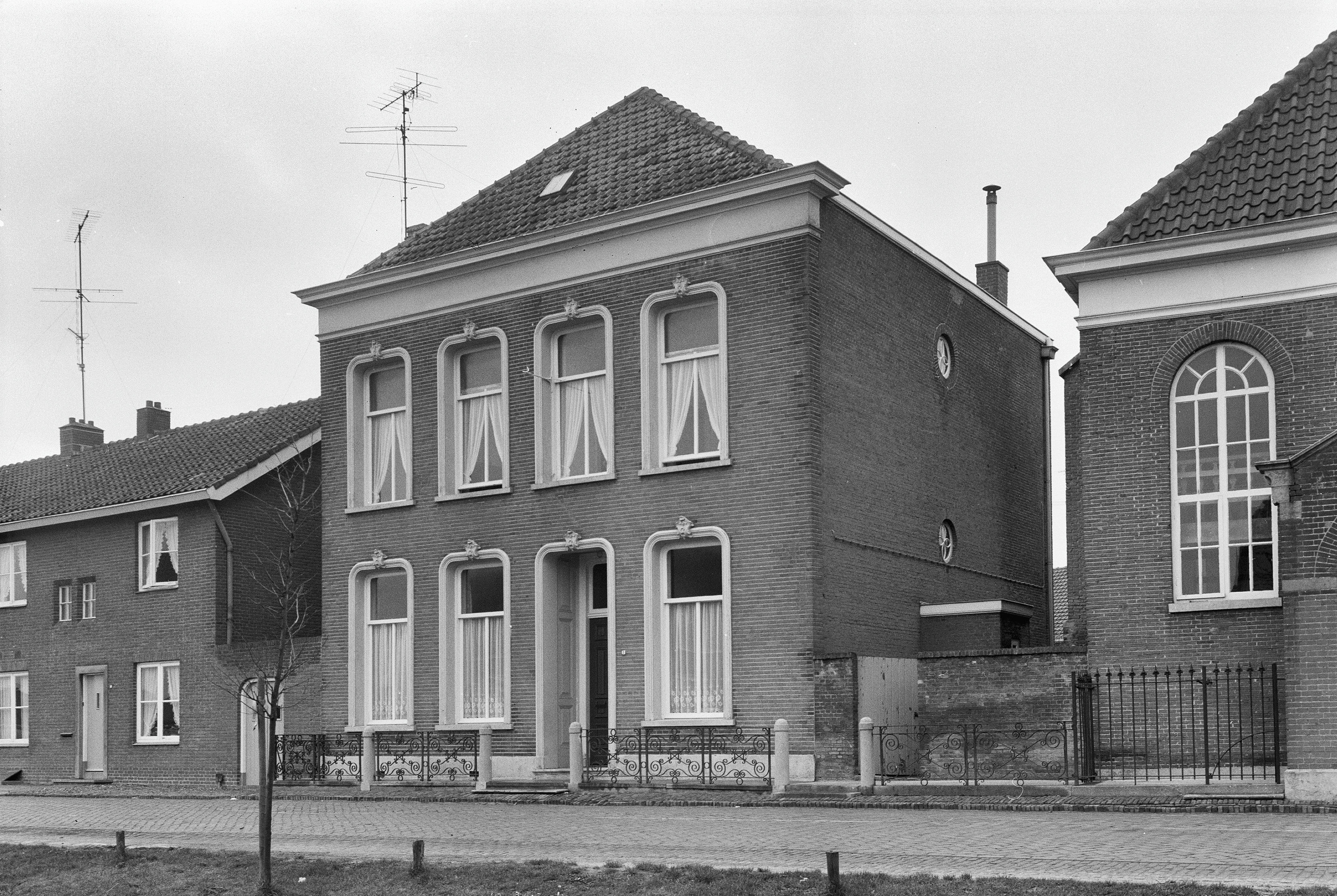
Будинок у Станддарбейтені (1967)
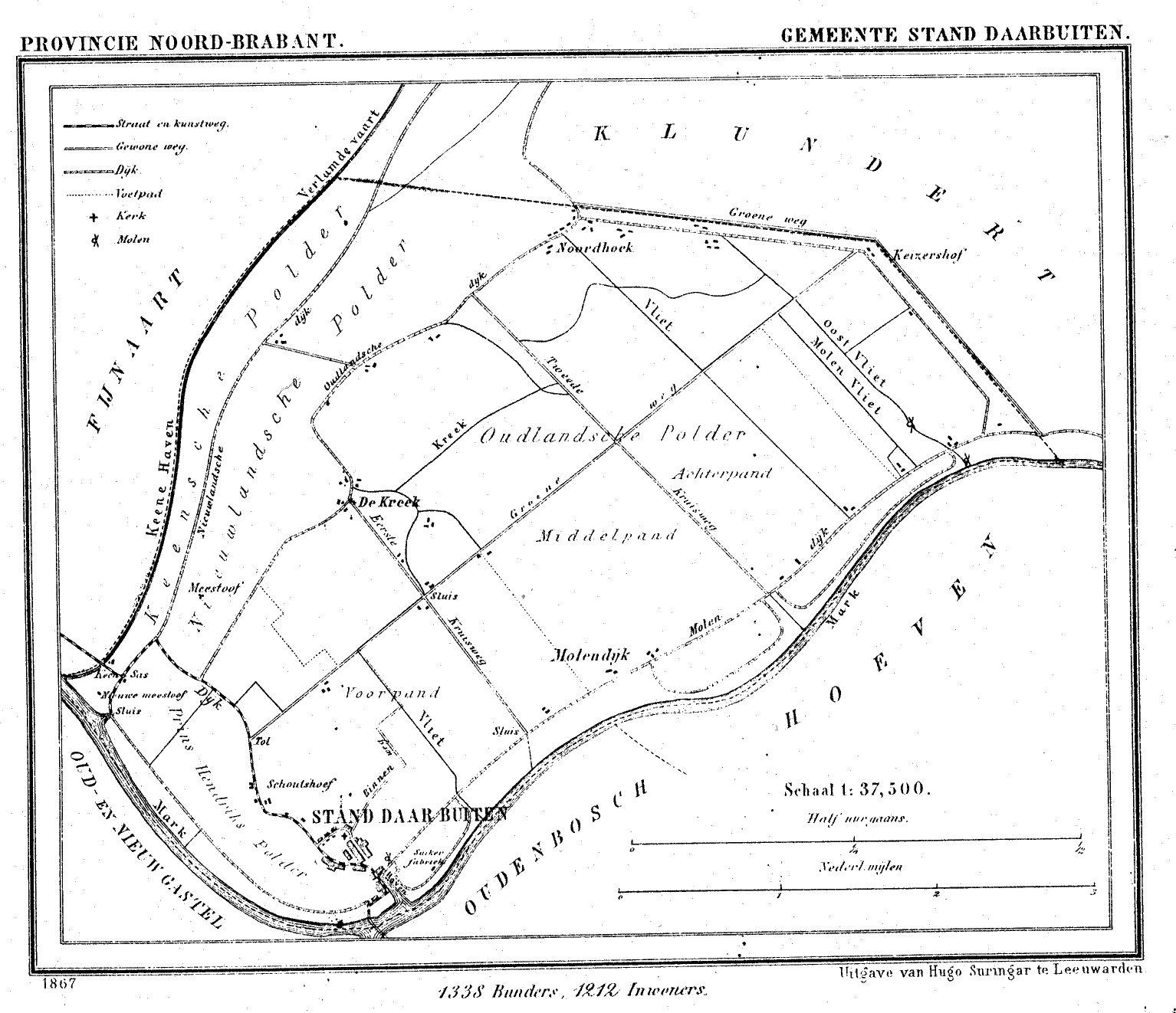
Мапа села (1867)